# Duarte e Companhia
Duarte e Companhia (no original Duarte e C.ª ) foi uma série portuguesa independente de comédia policial da autoria de Rogério Ceitil, transmitida originalmente na RTP nos anos 1980.

## DVD
Em 2005, a RTP editou em DVD os seis episódios correspondentes à primeira temporada. Em Junho de 2006 foi a vez da segunda e terceira temporadas, acrescentando 15 episódios aos editados anteriormente totalizando assim 20 episódios totalmente reeditados.
Em 2007 foi divulgado que a Editora e Produtora Castello Lopes Multimédia que ia gravar e relançar a Quarta e Quinta Séries não tinham restaurado nem reeditado nenhum dos episódios seguintes destas duas últimas temporadas em formato DVD tal como as Séries anteriores foram, por dificuldades de modo que a firma faliu pouco tempo depois e nenhum novo DVD foi lançado.

## Primeiras transmissões de "Duarte e Companhia" nos anos 1980 (1985 - 1989)
A série estreou originalmente no dia 6 de dezembro de 1985 na RTP1, com transmissão semanal à sexta-feira. Posteriormente, devido ao sucesso entre o público-infantil, a série passou a ser transmitida aos sábados.

## Reposições

### 1990
Durante o início dos anos 1990 esta série foi transmitida na rubrica "Sem Legendas", nas tardes semanais da RTP1.

### 2016
A série foi reposta originalmente com início no Episódio 1 desde 16 de abril de 2016 aos Sábados e Domingos pontualmente pelas 8h30 com repetição às 22h00, a série terminou em 31 de julho de 2016 pelas 22h50.

### 2017
A série foi reposta duas vezes. A primeira foi semanal entre 15 de maio de 2017 e 27 de junho de 2017 às 20h00, a segunda reposição está atualmente em exibição às 11h00 da manhã e começou no dia 10 de julho de 2017, com previsão de fim para meados de agosto de 2017 às 11h50 da manhã.

## Sinopse
A acção centra-se nas aventuras e trapalhices de uma tripla de detectives, Duarte (Rui Mendes), Tó (António Assunção) e Joaninha (Paula Mora) que têm como viatura de serviço um Citroën 2CV vermelho. Esta série mostra Duarte, Tó e Joaninha a trabalharem numa agência de detetives chamada "Duarte & Cª".
Duarte é o chefe arrogante e mulherengo (mesmo sendo casado), Tó, o subordinado pachorrento e calmo e Joaninha, a secretária de Duarte e prima de Tó com um trauma com os homens e com uma força tremenda.
A dupla de detetives Duarte e Tó e a secretária Joaninha tentam resolver os casos e investigações, porém, tudo o que fazem acaba por falhar por qualquer motivo, razão pela qual Duarte, Tó e Joaninha são trabalhadores com falta de dinheiro... ou será porque o Duarte é forreta?
Nesta excelente série policial-cómica ainda temos, vilões de máfia, Lúcifer (Guilherme Filipe), Albertini (Alberto Quaresma), um Japonês (Frederico Cheong), Átila (Luís Vicente), Rocha (António Rocha) e Tino (Constantino Guimarães) e ainda um detetive rival chamado Luís (Luís Alberto), o detetive emplastro e atrapalhado que faz de tudo para que "Duarte e Companhia" vá à falência, tentando roubar-lhes os clientes que aparecem.

### Receita da série
Apesar da série ser violenta, a violência não é fotorrealística. Para fazer esta série, Rogério Ceitil focou-se em filmes clássicos que a RTP passava na época, como O Justiceiro, Soldados da Fortuna e animações do Leste. Ceitil estudou as técnicas da banda desenhada e fez de Duarte & Cª, uma comédia de Banda Desenhada à Portuguesa. Para além disso, as personagens também nunca morriam na série. Rogério queria que isso ficasse no tom mais leve e a fingir do que pesado e fotorrealístico.
Inicialmente, quando a série estreou em 1985, os atores que interpretavam os personagens fumavam nas gravações, havendo também algum racismo, mas o sucesso nas crianças foi tão grande que Rogério Ceitil decidiu tornar a série politicamente correta, já em 1986. A única coisa que mantinha sempre era a violência, já que a série era também de humor físico, abrindo assim uma teoria a respeito dos desenhos animados.

## Entrada da série na RTP
Como se sabe e bem, nem sempre a RTP pode aceitar séries de produções independentes. Duarte e Companhia não foi produzido pela RTP, e era para ser uma série para ficar apenas no cinema, mas Rogério Ceitil, queria que fosse mais que uma série no cinema, queria que fosse também uma série de televisão. Rogério Ceitil convenceu a RTP a aceitar a transmissão da série, mas antes do lançamento televisivo, os técnicos da RTP consideravam que a série não iria ter grande êxito devido à forma que era gravado e devido à imagem (já havia naquela altura programas com melhor imagem), mas colocou, e as audiências foram um sucesso estrondoso e Rogério Ceitil devido a esse êxito fez mais episódios para a RTP, e cada vez mais, era êxito português em televisão. Estas transmissões por parte da RTP também dependiam da boa vontade dos técnicos para a transmitirem.

## Falta de dinheiro e meios
Tal como foi com Zé Gato, a série não tinha meios de produção (nem da RTP), e o produtor da série também exercia realização. Os fatos para os atores eram alugados e alguns eram mesmo dos próprios, até para fazerem a série tinham de arrendar escritórios e casas.
Afirmações em fontes.

## Ficha técnica
- Produção: Rogério Ceitil
- Produção: José Miguel
- Assistente de produção: Fernando Pineza
- Autoria: João Miguel Paulino
- Director de fotografia: José Luís Carvalhosa
- Assistente: Carlos Oliveira
- Director de som: João Diogo
- Guarda-roupa: Charles Martin
- Música do genérico: José Luís Tinoco
- Argumento e diálogos: João Miguel Paulino
- Realização e montagem: Rogério Ceitil
- Músicas: Carlos Alberto Moniz
- Letras: José Jorge Letria

## Elenco

### Elenco principal
| Elenco principal          | Elenco principal           | Elenco principal |
| Nome do ator              | Nome da personagem         | Anos de aparição |
| ------------------------- | -------------------------- | ---------------- |
| Rui Mendes                | Duarte                     | 1985 - 1989      |
| António Assunção (†)      | Tó                         | 1985 - 1989      |
| Paula Mora                | Joana (Joaninha)           | 1985 - 1989      |
| Luís Vicente              | Átila                      | 1985 - 1989      |
| António Rocha (†)         | Rocha                      | 1985 - 1988      |
| Constantino Guimarães (†) | Tino                       | 1985 - 1988      |
| Guilherme Filipe          | Lúcio Ferreira (Lúcifer)   | 1985 - 1988      |
| Frederico Cheong (†)      | Chinês/ Japonês            | 1985 - 1989      |
| Alberto Quaresma          | Albertini                  | 1985 - 1989      |
| Canto e Castro (†)        | Professor Fernando Ventura | 1985 - 1989      |
| Ema Paul (†)              | Ema (esposa de Duarte)     | 1985 - 1988      |
| Fernanda Coimbra (†)      | Teresa (sogra de Duarte    | 1986 - 1989      |

(†) - Ator falecido (já morreu)

### Elenco secundário
- Henriqueta Maia como Empregada de Limpeza da Agência Duarte & Companhia e mais tarde Detetive privada.
- Isabel de Castro (†)
- Ruy de Carvalho como o Padrinho Americano Frankie que envia o Gansgter Giancarlo e o Mafioso Charlie de Nova Iorque para Lisboa no Episódio 10 da Segunda Série.
- João de Carvalho
- Teresa Faria como Teresa a Filha do Professor Ventura que pede ajuda a equipa Duarte & Companhia.
- Fernando Mendes como um dos dois Gémeos Cantores num dos episódios da Segunda Série de 1989.
- José Pedro Gomes como o Mensageiro dos recados sempre de gabardine que encontra e entrega mensagens a Duarte
- Luis Alberto como Luis o Detective Privado um rival que tenta roubar clientes à Agencia Duarte & Companhia.
- Miguel Ângelo como Miguel Ferreira o irmão mais novo de Lucifer que sonha em cantar e em representar.
- Manuel Coelho como o Filho Americano que é o Gangster Charlie e o enviado da América também ele filho do Professor Ventura e de Teresa.
- Baptista Fernandes (†) como o Mentor e o Agente produtor musical que se faz acompanhar com a cliente Nelita.
- Maria Adelaide Ferreira como a Nelita uma cliente que Tó vai sentindo um grande fraquinho por ela.
- Mila Ferreira como Rosita uma cliente que pretende serviços de segurança a Duarte & Companhia.
- Almeno Gonçalves como um dos 3 Guarda-Costas vilões que trabalha para o novo Gangster Adriano.
- Helena Isabel como a Cantora Cláudia da banda que aparecem diversas vezes a tocar durante a Segunda Série.
- João Lagarto como o irmão do Gangster Adriano e um dos 3 Guarda-Costas que vai raptar as irmãs Helena, Ilda e Luisa no primeiro Episódio da Segunda Série.
- Adriano Luz como o outro Guarda-Costas que trabalha com o Gangster Adriano e o comprador do relógio de Átila no Terreiro Do Paço no Episódio 18.
- Nuno Melo (†) como o Chefe de um outro grupo de Vilões inimigos e rivais do gang do Átila e do gang do Lúcifer desde o início da Segunda Série.
- Mário Pereira (†) como Filipe um dos 3 vilões do Terrível Zarolho desde o Episódio 7.
- Antonino Solmer como o Gangster Adriano e chefe dos vilões sempre vestido de branco que enfrenta a equipa Duarte & Companhia durante os primeiros Episódios da Segunda Série.
- Lídia Franco como uma suposta Cliente que procura ajuda na Duarte & Companhia que tenta seduzir o Duarte na Primeira Série.
- Luzia Paramés como a Fada Madrinha que aparece algumas vezes e seduz o Albertini e depois vive com o Lúcifer desde o Episódio 14.
- Diogo Vasconcelos como Casimiro (creditado como Diogo Vasconcelos e Sá)
- Isabel Medina
- Carlos Pimenta como o Agente de Serviços Telefonista no Episódio 12.
- Alexandre Melo como o Assistente de Trabalho do Professor Ventura (actor convidado no episódio #1.1)
- Fernando Loureiro (†) como o criminoso Mão De Ferro ou O Terrível Zarolho que aparece desde o Episódio 13.
- Antonio Cordeiro como o Barman no Episódio 7, o Cowboy colega de Miguel e ainda faz de o Médico Psiquiatra.
- Paulo Lages como o suposto namorado que sempre persegue a Melita.
- Luis Lucas como o Travesti Mata Hari usando um disfarce para um caso dele mas que é Agente Secreto no Episódio 13.
- José Ribeiro como um dos vilões do Terrível Zarolho no Episódio 13.
- Dora A Cantora como a Cantora na cena do bar antes do encontro com o Mata Hari no Episódio 13.
- Solange Vieira como a vilã Princesa Egípcia Marlene que finge ser uma cliente para um serviço de segurança.
- Alfredo Sobreira (†) como o vilão ajudante da Marlene e depois com o Terrível Zarolho que aparece várias vezes.
- Luís Beirão como o Marido que acompanha a cliente Rosita.
- Bernardino Nascimento como o Chefe Supremo da Máfia Don Agostini de Nova Iorque que envia os mafiosos a Portugal.
- Amílcar Botica (†) como o Mafioso Giancarlo mais um fiel de Don Agostini e do Chefe Frankie que chega a Lisboa no Episódio 14 com ordens para apanhar e levar o Gangster Charlie aos EUA.
- Jorge Nery como o Gianinni o Mafioso Americano que chega a Lisboa desde o Episódio 14.
- Cristina Buero como a segunda Fada Madrinha que controla a suposta namorada do Lucifer.
- Cláudia Ferreira como Ilda na Segunda Série de 1988.
- Luisa Cruz como a irmã de Ilda na Segunda Série de 1988.
- António Carvalho como um dos Assassinos que Lucifer contrata para eliminar o seu rival Átila.
- José Martins um dos Assassinos que Átila contrata para eliminar o seu rival Lucifer.
- João Jorge Loureiro um dos Vilões da Segunda Série de 1988.
- Victor Gonçalves como o Padre que celebra o casamento falhado de Charlie com Joana no Episódio 15 da Segunda Série da Temporada 4 de 1988.
- Teresa Sobral como Luísa na Segunda Série de 1988.
- António Mota como o Motorista da Sogra do Duarte na Segunda Série de 1988.
- Maria Beatriz Gomes como a Rapariga sentada a comer no banco de jardim que Luis O Detetive encontra no Episódio 19 da Segunda Série.
- Vicente Galfo como o Gangster Mafioso que se faz passar por um cliente que rapta Duarte e o Tó desde o Episódio 17.
- Miguel Menezes como o Zeca o novo namorado da Joaninha no Episódio 11.
- Carlos Gonçalves (†) como Carlinhos que é o filho do casal que sonha em ser Bailarino no filme caseiro do Episódio 19.
- Sónia Guerreiro como Soninha a filha do casal que aparece no filme caseiro no Episódio 19.
- João Miguel Paulino como o Cantor Concorrente do Festival Da Canção Da RTP no Episódio 37 que acaba raptado.
- Isabel Ganilho como a Cristina uma Cantora e a nova companheira do Mafioso Adriano desde a Segunda Série
- Luz Franco como Fernanda amiga da filha do casal que aparece no filme caseiro no Episódio 19 e novamente como uma das Cantoras Concorrente no Festival Da Canção Da RTP no Episódio 37 que o Mafioso Adriano manda raptar.
- Teresa Gafeira como uma das Cantoras Concorrentes da Festival Da Canção Da RTP no Episódio 37 que o Mafioso Adriano vai raptar.
- Isabel Ribas como a Agente Especial enviada da CIA para Portugal nos Episódios 20 e 21 em A Espada Do Samurai e A Batalha Decisiva.
- Carlos Paulo como um Cliente Italiano que Duarte e Tó vão buscar ao Aeroporto De Lisboa que alega ter um suposto caso para os detetives resolverem durante o Episódio 1.
- João Grosso como o Pintor que vem trabalhar no gabinete da firma Duarte & Companhia no Episódio 5.
- Bruno Rossi
- Luis Mata (†)
- Natália Luisa
- Rita Salema como a Fada Madrinha que quer o Gangster Miguel a cantar na Primeira Série de 1988 e outra vez na Segunda Série de 1989 como cantora concorrente do Festival Da Canção da RTP.
- Soraya Arrais
- Carlos Alberto Moniz como o Cantor que aparece no último Episódio da Primeira Série a cantar e ainda como o Guitarrista na banda da Cantora Cláudia durante a Segunda Série de 1988.
- Manuel Castro e Silva como o Baterista na banda da Cantora Cláudia
- Francisco Costa como o Teclista na banda da Cantora Cláudia
- Jorge Estreia como o Baixista na banda de Cantora Cláudia
- Teresa Esteves como a Jovem Bruxa que Átila vai consultar no Episódio 12.
- Isabel Leitão
- Leandro Marques
- Fernando Louro como o Médico que vai a casa de Lucifer e Miguel tratar da cura do Chinês no Episódio 14.
- Paula Vieira como a Princesa Encantada que vai acordar o Chinês em casa de Lucifer no Episódio 14.
- Filomena Gonçalves como a Rapariga Florista que vende uma rosa a Tó no Episódio 11 da Segunda Série.
- João Loureiro
- José Veloso
- Luis Pinhão (†)
- Carlos Pimenta como o Chefe Supremo da Máfia Belga que envia reforços a Portugal uma equipa de mulheres desde o Episódio 10 da Segunda Série
- Sérgio Silva como o André que leva e rouba uma mala de documentos valiosos que a Máfia belga exige ser devolvida desde o Episódio 7 da Segunda Série.
- Ana Nave como Nélia uma das 3 Raparigas Guarda-Costas do grupo que veio da Bélgica que controla todos os Mafiosos Portugueses todas elas rivais de Átila e de Lucifer.
- Maria Emília Arriaga como a Diana a Chefe do novo grupo de Raparigas Guarda-Costas que vieram de Bélgica para controlar e dominar a Máfia nacional.
- Rosa Cardoso como a Marlene a colega de Diana que faz parte daquele grupo de Raparigas Guarda Costas que vieram da Bélgica para dominar a Máfia portuguesa.
- João Azevedo como um dos Gangsters a mando de Diana que vai roubar os novos planos do Professor Ventura no Episódio 12 da Segunda Série.
- Mário Timóteo como o Mafioso armado John que ajuda o Mafioso Giancarlo e o gang do Átila a raptar o Charlie no Episódio 11 da Segunda Série.
- José Carlos Garcez como o " O Grande Damiani" um suposto patrocinador e representante das Artes que vai ter com a Mónica a Dançarina e o Miguel que vai testar a ambos o que podem e sabem fazer no Episódio 9 da Segunda Série.
- Luis Rizo como um dos novos 3 Vilões que vão raptar o Mafioso Charlie e o seu pai o Professor Ventura a mando de Diana desde o início da Segunda Série
- Fernando Guerreiro (†) como um dos 3 novos Vilões com ordens superiores para procurar e raptar o Professor Ventura a qualquer custo e meio desde o início da Segunda Série.
- Carlos Sebastião como um dos 3 novos Vilões que querem raptar o Professor Ventura e o Mafioso Charlie desde o início da Segunda Série.
- Eduardo Coelho como o motorista do Grupo de Vilões desde o início da Segunda Série.
- Mónica Lapa como Mónica A Dançarina que faz de colega em cenas de dança e teatro com Miguel antes de se convencer que vai ser Gangster na Primeira Série.
- António Marques como o Chefe da Máfia Portuguesa vestido de preto que aparece na Quarta e Quinta Séries que vai passar a ser a autoridade e a planear golpes com todos os Gangsters disponíveis.
- Paula Mora que para além da Secretária Joana também a partir de 1988 na Segunda Série faz também de o misterioso  "O Mascarado" que salva muitas vezes o Mafioso Charlie.
- António Carvalho como Paulo o novo colega aliado de Átila desde o Episódio 30 da Segunda Série de 1989.
- Carlos Daniel (†) como o Conde Vampiro Dimitrov desde o Episódio 30 da Segunda Série de 1989.
- Luis Aleluia como o Assistente De Produção dos Minifilmes com os atores principais e organiza a viagem deles para filmarem ao Porto desde o Episódio 36 ao Episódio 40 o último episódio da Segunda Série de 1989.
- Cantora e Guitarrista no Festival Da Canção RTP no Episódio 37 na Temporada 5, Paula Mora.
- Cantor e Guitarrista no Festival Da Canção RTP no Episódio 37 na Temporada 5. Rui Mendes.
- Cantor Romântico no Festival Da Canção RTP no Episódio 37 na Temporada 5, António Assunção.

(†) - Ator Falecido (já morreu)

## Episódios
A Série teve 5 temporadas. A 1ª, 2ª e 3ª temporada (1985 - 1987) são da 1ªsérie, a 3ª,4ª e 5ª temporada (1988 - 1989) são da 2ªsérie.
| 1ªSérie (1985 - 1987) | 1ªSérie (1985 - 1987) | 1ªSérie (1985 - 1987)                           | 1ªSérie (1985 - 1987)          | 1ªSérie (1985 - 1987)          |
| Episódio (série)      | Episódio (temporada)  | Título                                          | Transmissão RTP1 (1985 - 1987) | Transmissão RTP Memória (2016) |
| Temporada 1 (1985)    | Temporada 1 (1985)    | Temporada 1 (1985)                              | Temporada 1 (1985)             | Temporada 1 (1985)             |
| --------------------- | --------------------- | ----------------------------------------------- | ------------------------------ | ------------------------------ |
| 01                    | 01                    | O Roubo dos planos da pólvora                   | 6 de dezembro de 1985          | 16 de abril de 2016            |
| 02                    | 02                    | A Vingança de Lúcifer                           | 13 de dezembro de 1985         | 17 de abril de 2016            |
| 03                    | 03                    | O Artista do Crime                              | 20 de dezembro de 1985         | 23 de abril de 2016            |
| 04                    | 04                    | O Novo invento do professor Ventura             | 27 de dezembro de 1985         | 24 de abril de 2016            |
| 05                    | 05                    | Lisboa não é Hollywood (1ªparte)                | 3 de janeiro de 1986           | 30 de abril de 2016            |
| 06                    | 06                    | Lisboa não é Hollywood (2ªparte)                | 10 de janeiro de 1986          | 1 de maio de 2016              |
| Temporada 2 (1986)    |                       |                                                 |                                |                                |
| 07                    | 01                    | A Paixão de Tó                                  | 1986                           | 7 de maio de 2016              |
| 08                    | 02                    | A Maldição da Múmia                             | 1986                           | 8 de maio de 2016              |
| 09                    | 03                    | O Caso da Serpente Venenosa                     | 1986                           | 14 de maio de 2016             |
| 10                    | 04                    | A Cadeira do Poder                              | 1986                           | 15 de maio de 2016             |
| 11                    | 05                    | A Rainha de Sábá                                | 1986                           | 21 de maio de 2016             |
| 12                    | 06                    | A Revolta dos escravos                          | 1986                           | 22 de maio de 2016             |
| Temporada 3 (1987)    |                       |                                                 |                                |                                |
| 13                    | 01                    | O Terrível Zarolho                              | 1987                           | 28 de maio de 2016             |
| 14                    | 02                    | O Zarolho volta a atacar                        | 1987                           | 29 de maio de 2016             |
| 15                    | 03                    | O Poder Conquista-se pelas armas                | 1987                           | 4 de junho de 2016             |
| 16                    | 04                    | A Prensa da Morte                               | 1987                           | 5 de junho de 2016             |
| 17                    | 05                    | A Morte espera no Jardim                        | 1987                           | 11 de junho de 2016            |
| 18                    | 06                    | O Filho Americano                               | 1987                           | 12 de junho de 2016            |
| 19                    | 07                    | O Ritual Ecológico                              | 1987                           | 18 de junho de 2016            |
| 20                    | 08                    | A Espada do Samurai                             | 1987                           | 19 de junho de 2016            |
| 21                    | 09                    | A Batalha Decisiva (Último episódio da 1ªsérie) | 1987                           | 25 de junho de 2016            |

| 2ªsérie (1988 - 1989)             | 2ªsérie (1988 - 1989) | 2ªsérie (1988 - 1989) | 2ªsérie (1988 - 1989)                                        | 2ªsérie (1988 - 1989)         | 2ªsérie (1988 - 1989)         |
| Temporada 4 (1988)                | Temporada 4 (1988)    | Temporada 4 (1988)    | Temporada 4 (1988)                                           | Temporada 4 (1988)            | Temporada 4 (1988)            |
| Episódio (a contar com a 1ªsérie) | Episódio (2ªsérie)    | Episódio (temporada)  | Título                                                       | Transmição RTP1 (1988 - 1989) | Transmição RTP Memória (2016) |
| --------------------------------- | --------------------- | --------------------- | ------------------------------------------------------------ | ----------------------------- | ----------------------------- |
| 22                                | 01                    | 01                    | As Três Pulseiras                                            | 1988                          | 26 de junho de 2016           |
| 23                                | 02                    | 02                    | Uma Mulher Violenta                                          | 1988                          | 26 de junho de 2016           |
| 24                                | 03                    | 03                    | A Sogra Salvadora                                            | 1988                          | 2 de julho de 2016            |
| 25                                | 04                    | 04                    | Duarte Pede Auxílio                                          | 1988                          | 2 de julho de 2016            |
| 26                                | 05                    | 05                    | Um Telefonema Mistério                                       | 1988                          | 3 de julho de 2016            |
| 27                                | 06                    | 06                    | Charlie Chega a Portugal                                     | 1988                          | 3 de julho de 2016            |
| 28                                | 07                    | 07                    | O Mascarado Libertador                                       | 1988                          | 9 de julho de 2016            |
| 29                                | 08                    | 08                    | O Mascarado Misterioso                                       | 1988                          | 9 de julho de 2016            |
| 30                                | 09                    | 09                    | Diana Rapta Charlie                                          | 1988                          | 10 de julho de 2016           |
| 31                                | 10                    | 10                    | Charlie Propõe Casamento a Joana                             | 1988                          | 10 de julho de 2016           |
| 32                                | 11                    | 11                    | A fórmula é Novamente Roubada                                | 1988                          | 16 de julho de 2016           |
| 33                                | 12                    | 12                    | Giancarlo Contacta Átila                                     | 1988                          | 16 de julho de 2016           |
| 34                                | 13                    | 13                    | Rocha Liberta Joaninha                                       | 1988                          | 17 de julho de 2016           |
| 35                                | 14                    | 14                    | A Nova Paixão do «Boss»                                      | 1988                          | 17 de julho de 2016           |
| 36                                | 15                    | 15                    | O Casamento da Joaninha                                      | 1988                          | 23 de julho de 2016           |
| Temporada 5 (1989)                |                       |                       |                                                              |                               |                               |
| 37                                | 16                    | 01                    | O Festival da Canção                                         | 1989                          | 24 de julho de 2016           |
| 38                                | 17                    | 02                    | Domingo de Páscoa                                            | 1989                          | 30 de julho de 2016           |
| 39                                | 18                    | 03                    | Vamos ao Porto (Último Episódio da 2ªsérie) (episódio final) | 1989                          | 31 de julho de 2016           |

Nota: Os episódios da temporada 4 (1988) foram 15 de 30 minutos, mas não tiveram qualquer título.

## Curiosidades
- A série Zé Gato (também da realização e produção de Rogério Ceitil) foi a semente da série, mas com toques de comédia.
- O verdadeiro nome de "Lúcifer" era Lúcio Ferreira.
- Houve pessoas no elenco que trabalhavam como técnicos na RTP e que tiveram oportunidade de entrar na série, tais como António Rocha (Rocha), o Constantino Guimarães (Tino) e Frederico Cheong (Japonês).
- Rogério Ceitil nunca deu entrevistas e nunca foi à televisão.
- No episódio Vamos ao Porto de 1989 (último episódio da série), o Rogério Ceitil chamou outra vez o ator Manuel Coelho, para no início deste episódio dizer por Rogério Ceitil que a série ia terminar, disfarçando-se com barba postiça e óculos de sol e isso nota-se pela voz e pela aparência que fez nas outras temporadas da série, que faz com que facilmente se consiga imaginar que não é o verdadeiro autor e realizador (Rogério Ceitil) que está ali e que está a falar.
- No último episódio, numa altura em que, ironicamente, a Série não está a gravar, Frederico Cheong revela a todos os presentes que é mesmo japonês.
- O último episódio de Duarte & Cª terminou com mais uma música da autoria do ator e cantor Carlos Alberto Moniz que mostra o conhecido Mercado Do Bolhão, o Rio Douro e o fundo do Porto.
- A série de 1989 trouxe os visuais de 1986 e 1987 de volta.
- A música de genérico "Nós somos Duarte & Cª" só foi lançada em 1987.
- Foram usados vários carros Citroen 2CV, no episódio "A Batalha Decisiva", couberam num deles mais que uma dezena de pessoas.
- Rogério Ceitil realizou duas cenas cómicas com um Citroen 2CV e curioso também, é o facto do carro ter sido uma peça de salvamento de vida para a dupla de detetives, uma cena inédita foi com a Joaninha lá dentro escondida a guiar o carro, e a outra cena foi na 2ªsérie, desta vez movendo-se sozinho sem ninguém lá dentro e ainda a abrir as portas.
- Algumas personagens fictícias usaram os nomes verdadeiros de ator ou atriz.
- Rogério Ceitil tirava os efeitos sonoros dos filmes de cowboys que ele alugava.
- A Série teve a curiosidade de estrear no dia de 6 de dezembro, que também o mesmo mês e dia que a Série Zé Gato (também do Rogério Ceitil) estreou na RTP2.
- Em 2016, os atores principais Rui Mendes, Luís Vicente, Paula Mora e Guilherme Filipe foram entrevistados em direto no programa Agora Nós da RTP1 para falarem da série e das técnicas que Rogério Ceitil usava para fazer a série.

## Armas usadas em "Duarte e companhia" e "Zé Gato"
Em Fevereiro de 2013, a PSP de Vila Franca de Xira apreendeu em casa de Rogério Ceitil na freguesia de Alhandra, um revólver de calibre .32 e uma espingarda de cano liso ('shotgun') de calibre 12 utilizadas nas filmagens das séries "Duarte e Companhia" e "Zé Gato", entregues voluntariamente pelo produtor.
O produtor manifestou a vontade de as armas ficarem expostas em algum local, tendo em conta o seu valor histórico